# Лучшему клубу ПХЛ
Лучшему клубу ПХЛ — приз, учрежденный в 1997 году редакцией еженедельника «Футбол-хоккей Южного Урала». Вручается клубу по совокупности выступлений всех его команд (основой, фарм-клуба, команд ДЮСШ) и в зависимости от количества хоккеистов, участвовавших в сезоне в различных сборных командах.

## Положение о призе
1. Приз «Лучший профессиональный клуб ПХЛ» учреждается редакцией еженедельника «Футбол-хоккей Южного Урала».
2. Приз «Лучший профессиональный клуб ПХЛ» — памятный приз, который вручается хоккейному клубу ПХЛ, имеющему минимальную сумму мест в четырёх разделах:
  - выступление главной команды в Чемпионате России;
  - выступление фарм-клуба в Первенстве России;
  - выступление команд СДЮШОР (ДЮСШ) в юношеских первенствах России;
  - количество участвовавших хоккеистов и воспитанников клуба в чемпионатах мира (юниоры, молодежь, взрослые).
3. В случае равенства суммы показателей лауреатом становится команда, занявшая более высокое место в Чемпионате России.
4. Приз вручается ежегодно на торжественной церемонии, посвященной подведению итогов чемпионата России, представителями редакции еженедельника «Футбол-хоккей Южного Урала».
5. Лауреат награждается памятным призом, передаваемым на постоянное хранение.
6. Использование Приза, его названия, изображения в рекламной и иной коммерческой деятельности возможно после заключения соответствующего договора с редакцией газеты «Футбол-хоккей Южного Урала».
7. Изменения и дополнения к настоящему Положению делаются редакцией еженедельника «Футбол-хоккей Южного Урала» по представлению Профессиональной хоккейной лиги.

## Все обладатели
| Сезон     | Клуб                     |
| --------- | ------------------------ |
| 2016/2017 | ЦСКА Москва              |
| 2015/2016 | ЦСКА Москва              |
| 2014/2015 | СКА Санкт-Петербург      |
| 2013/2014 | «Локомотив» Ярославль    |
| 2012/2013 | «Авангард» Омск          |
| 2011/2012 | «Авангард» Омск          |
| 2010/2011 | «Салават Юлаев» Уфа      |
| 2009/2010 | «Салават Юлаев» Уфа      |
| 2008/2009 | «Ак Барс» Казань         |
| 2007/2008 | ЦСКА Москва              |
| 2006/2007 | «Металлург» Магнитогорск |
| 2005/2006 | «Металлург» Магнитогорск |
| 2004/2005 | «Локомотив» Ярославль    |
| 2003/2004 | «Металлург» Магнитогорск |
| 2002/2003 | «Локомотив» Ярославль    |
| 2001/2002 | «Локомотив» Ярославль    |
| 2000/2001 | «Металлург» Магнитогорск |
| 1999/2000 | «Металлург» Магнитогорск |
| 1998/1999 | «Авангард» Омск          |
| 1997/1998 | «Торпедо» Ярославль      |